# Heeresfeldbahnlokomotive HF 210 E
Die HF 210 E sind Nassdampf-Heeresfeldbahnlokomotiven der Achsfolge „E“. Die Hersteller dieses Lokomotivtyps waren die Firmen Borsig und Henschel.
Von Borsig wurde 1939 nur eine Lokomotive dieses Typs gebaut; dieses Fahrzeug befand sich bis 2009 im Eigentum der Sammlung Seidensticker und trägt seit den 1980er Jahren den Namen AQUARIUS C. Seit Dezember 2016 ist diese Dampflokomotive im Besitz des Club 760 und wird auf der Taurachbahn eingesetzt.
1944 wurden noch fünf Lokomotiven von Henschel nachgebaut. Eine davon, die Lok 152 der Jagsttalbahn, ist heute in Privatbesitz erhalten.

## Geschichte

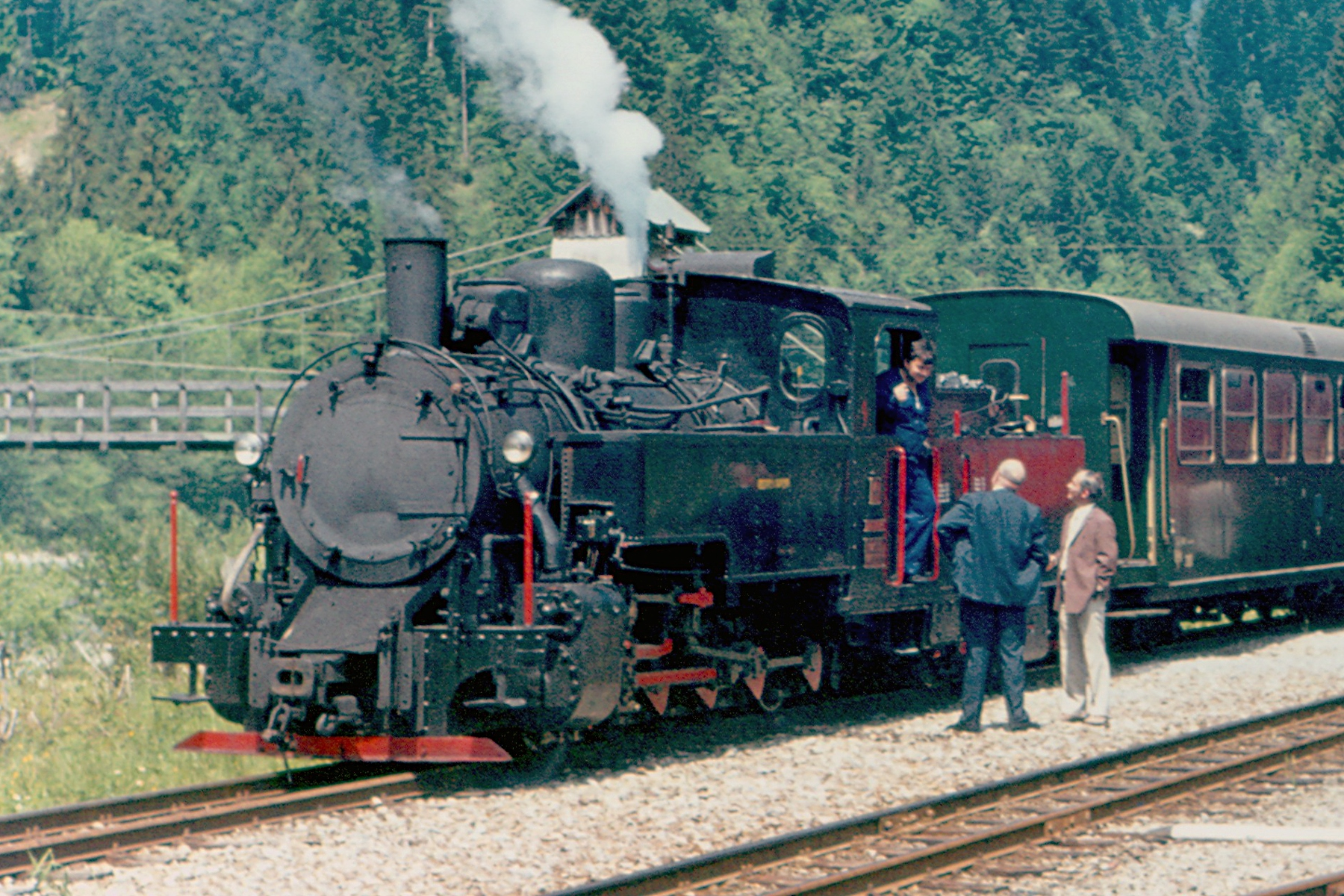
ZB 4 im EUROVAPOR-Einsatz auf der Bregenzerwaldbahn (1974)

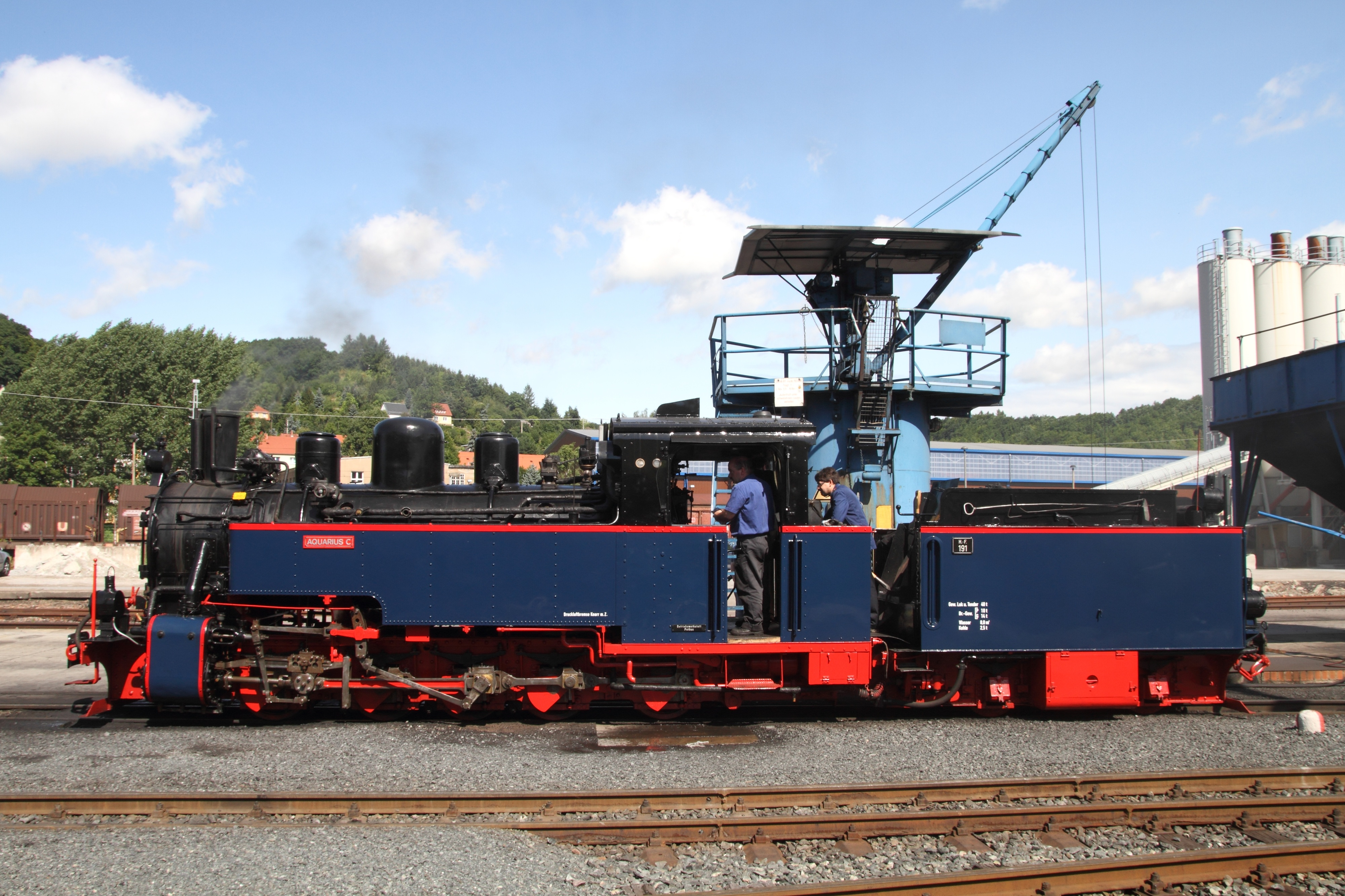
„Aquarius C“ in Freital-Hainsberg auf der Weißeritztalbahn (2012)

Die Wehrmacht gab Ende der 1930er-Jahre verschiedene Prototypen von Feldbahnlokomotiven für den militärischen Einsatz in Auftrag. Eine davon war eine fünfachsige „Schwere Heeresfeldbahn-Dampflokomotive“ mit 750 mm Spurweite, die bei Borsig in Auftrag gegeben wurde. (Auch Krauss-Maffei, Orenstein & Koppel und Jung entwickelten fünfachsige Lokomotiven.) Am 10. August 1939 wurde die Maschine vom Werk unter der Fabriknummer 14806 abgeliefert, anschließend wurde sie durch das Waffenprüfamt 5 (WaPrüf 5) als HF-Nr. 191 in Betrieb genommen. Sie war ursprünglich als Tenderlokomotive konzipiert und wurde nachträglich mit einem Schlepptender ausgestattet.
Vom Oktober 1942 bis März 1943 stand sie beim Eisenbahnbaubataillon 512 auf der 600 mm Schmalspur-Heeresfeldbahn Tuleblja–Demjansk (Russland) im Einsatz. Die Möglichkeit der Umspurung war schon beim Bau vorgesehen gewesen. Im Januar/Februar 1945 wurde sie von Rehagen-Klausdorf mit einem Transport von Feldbahnmaterial nach Mittersill an der Pinzgauer Lokalbahn in Salzburg gebracht. Dort ist sie nach dem Ende des Zweiten Weltkrieges zu alliiertem Beutegut geworden.
Von 1945 bis zum Oktober 1957 wurde sie als Personenzuglok bei der Salzkammergut-Lokalbahn (SKGLB) mit der Betriebsnummer 22 im Personenverkehr eingesetzt. Dazu wurde sie auf die geringfügig größere Spurweite von 760 mm umgespurt. Nach Einstellung der SKGLB wurde sie an die Zillertalbahn verkauft, wo sie von 1958 bis 1972 hauptsächlich als Güterzug-Lokomotive mit der Betriebsnummer ZB 4 eingesetzt wurde. Am 27. Oktober 1968 erhielt sie durch walisische Zillertalbahnfreunde den Namen CASTLE CAEREINION.
Ab dem 8. April 1974 fuhr sie fünf Jahre für EUROVAPOR auf der ÖBB-Schmalspurstrecke der Bregenzerwaldbahn bis zu deren Stilllegung im Mai 1980.
Am 22. Dezember 1980 wurde sie von der Zillertalbahn an den deutschen Industriellen Walter Seidensticker verkauft. Sie kam im März 1981 wieder in das Zillertal, wo sie in den beiden folgenden Jahren unter dem Namen "Aquarius C" noch für Sonderzüge zur Verfügung stand. 1984 bis 1986 wurde sie in der Hauptwerkstatt der Teutoburger Wald-Eisenbahn in Lengerich überholt. Im April 1986 kam sie zur Jagsttalbahn Möckmühl-Dörzbach, wo bis 1965 schon baugleiche Henschel-Lokomotiven im Einsatz waren, und war dort in Betrieb, bis sie Ende 1988 einen Schaden am Kessel erlitt. Von 1991 bis 1996 war sie ohne Tender im Deutschen Technikmuseum Berlin ausgestellt. Nach einer Hauptuntersuchung 1996/1997 im Werk Görlitz-Schlauroth der Deutschen Bahn AG erfolgte im Mai 1997 die Inbetriebnahme bei der Rügenschen Kleinbahn. Im Juni 2005 lief die Kesselfrist ab. So stand die Lokomotive bis zum Ende 2007 in Putbus zur Reparatur abgestellt. Am 12. Dezember 2007 wurde sie mit einer Lastprobefahrt wieder in Betrieb genommen.
Ab Mai 2009 gehörte die Lokomotive der Eisenbahn-Bau- und Betriebsgesellschaft Pressnitztalbahn mbH in Jöhstadt, die sie weiterhin überwiegend auf der Insel Rügen, aber auch auf der Preßnitztalbahn im Sonderzugdienst einsetzte. Nach Ablauf der Kesselfrist (nach deutschem Recht) 2016 wurde die Lokomotive im Lokschuppen in Carlsfeld abgestellt und zum Verkauf ausgeschrieben. Im Herbst 2016 gab der Club 760, der bereits mehrere Originallokomotiven der SKGLB besitzt, bekannt, die Lokomotive mit Unterstützung durch das Bundesland Salzburg zu erwerben und auf der Taurachbahn einzusetzen. Im Juni 2017 wurde sie nach Zell am See zur Pinzgauer Lokalbahn gebracht, wo sie aufgearbeitet und für die 760-mm-Spur angepasst wurde. Nach ersten öffentlichen Fahrten auf der Pinzgauer Lokalbahn kam sie am 17. Juli 2018 per Straßen-Tieflader der Preßnitztalbahn zum nunmehrigen Heimatbahnhof Mauterndorf und damit zur Taurachbahn des Club 760. Am 19. Juli 2018 führte sie einen musealen Güterzug mit Personenbeförderung von Mauterndorf (Taurachbahn) nach Murau (Murtalbahn) und zurück. Sie steht nun auf der Taurachbahn im Einsatz.

## Nachbau

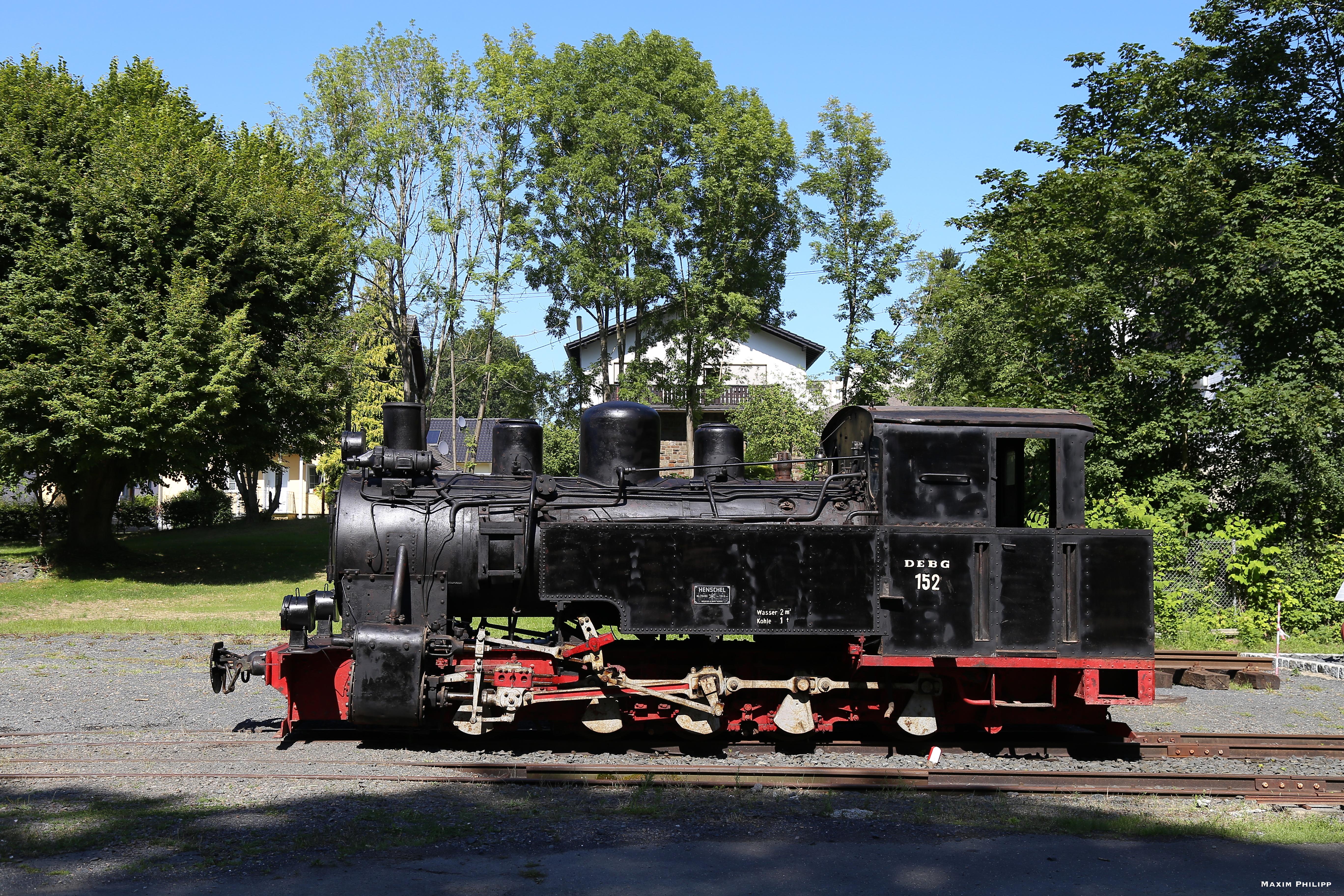
SWEG 152 in Asbach/Westerwald (2021)

Ein Nachbau von fünf fast gleichartigen Lokomotiven wurde 1940 bei Henschel in Kassel in Auftrag gegeben. Die Auslieferung dieser Maschinen erfolgte jedoch erst 1944. Diese Lokomotiven kamen im Zweiten Weltkrieg nicht mehr zum Einsatz und wurden auf dem Reichsparteitagsgelände in Nürnberg abgestellt.
Nach dem Krieg wurden nachweislich drei Lokomotiven bei verschiedenen Bahngesellschaften eingesetzt. Eine Lokomotive kam zur Göttinger Kleinbahn als Lok 12II, zwei Lokomotiven fuhren nach einer technischen Aufarbeitung durch Henschel bei der Jagsttalbahn als 151 und 152. Die Lokomotiven waren die einzigen fünfachsigen Lokomotiven der DEBG und auch die einzigen mit Schlepptender. Sie waren Naßdampflokomotiven mit Außenrahmen und Hallsche Kurbel. Die Lok 151 (Henschel 26462) wurde im Januar 1954 schadhaft abgestellt und 1960 verschrottet. Die 152 (Henschel 26466) war bis 1965 im Einsatz. 1974 erwarb sie die Deutsche Gesellschaft für Eisenbahngeschichte und brachte sie 1976 vom Abstellplatz in Dörzbach in ihr Museum nach Viernheim. 1997 wurde die dortige Schmalspur-Sammlung aufgelöst und die Lokomotive an Walter Seidensticker, dem bereits der Borsig-Prototyp "Aquarius C" gehörte, verkauft. 2019 wurde die Lokomotive von den Erben von Walter Seidensticker an Privat verkauft. Sie war bis 2021 in Ingolstadt im Bayerischen Armeemuseum unzugänglich in einem Depot hinterstellt. 2021 kam sie ins RSE-Museum in Asbach.
Ein von Krauss-Maffei im Jahr 1939 gebauter Prototyp verblieb nach dem Zweiten Weltkrieg in der Tschechoslowakei. Die Lokomotive lief bis 1962 bei der Werkbahn Králův Dvůr–Koněprusy.

## Technik
Die Lokomotive verfügt über einen Außenrahmen. Um auch kleine Halbmesser befahren zu können, was auf Feldbahnstrecken von besonderer Wichtigkeit ist, sind die Endachsen nicht fest gelagert, sondern als Klien-Lindner-Hohlachsen ausgeführt, die sich im Einsatz gut bewährten. Als Tender wurde ein Heeresfeldbahntender 2T6 verwendet.